# Théophile Ysaÿe
Théophile Antoine Ysaÿe, także Théo Ysaÿe (ur. 22 marca 1865 w Verviers, zm. 24 marca 1918 w Nicei) – belgijski kompozytor i pianista.

## Życiorys
Brat Eugène’a Ysaÿe’a. Studiował w konserwatorium w Liège (1876–1880). W 1881 roku wyjechał do Berlina, gdzie podjął naukę w klasie fortepianu w Neue Akademie der Tonkunst Theodora Kullaka. Pobierał także lekcje kompozycji u Césara Francka w Paryżu. Po 1881 roku często koncertował, także razem z bratem. Od 1889 do 1900 roku uczył gry na fortepianie w Académie de Musique w Genewie. W Brukseli prowadził Sociéte des Concerts Ysaÿe. Po niemieckiej inwazji na Belgię w 1914 roku emigrował wraz z bratem do Londynu, a stamtąd do Nicei, gdzie zmarł.
Skomponował m.in. 2 symfonie (I F-dur 1904, II 1915 nieukończona), poematy symfoniczne Le cygne (1907), Les abeilles (1910) i La forêt et l’oiseau (1911), Fantaisie sur un thème populaire wallon (1903), Koncert fortepianowy Es-dur (1904), Kwintet fortepianowy h-moll (1913), Requiem na głosy solowe, chór i orkiestrę (ok. 1906), liczne utwory fortepianowe, chóralne i pieśni. W jego muzyce widoczne są nawiązania do twórczości Césara Francka i Claude’a Debussy’ego.